# Lucas Fratzscher
Lucas Fratzscher (ur. 6 lipca 1994 w Suhl) – niemiecki biathlonista, czterokrotny medalista mistrzostw Europy.

## Kariera
Po raz pierwszy na arenie międzynarodowej pojawił się 21 listopada 2015 roku w Sjusjøen, gdzie w sprincie mieszanym zajął 17. miejsce. Nigdy nie wystąpił na mistrzostwach świata juniorów.
W Pucharze Świata zadebiutował 11 stycznia 2019 roku w Oberhof, zajmując 93. miejsce w sprincie. Swoje pierwsze punkty w Pucharze Świata zdobył 22 marca 2019 roku w Oslo, w tej samej konkurencji zajmując 31. miejsce. 23 stycznia 2022 roku wspólnie z Romanem Reesem, Philippem Hornem i Davidem Zobelem zajął trzecie miejsce w sztafecie.
Zdobył cztery medale mistrzostw Europy: srebrny w sztafecie mieszanej na ME w Mińsku w 2019 roku oraz srebrny w sztafecie mieszanej oraz brązowe w sprincie i biegu pościgowym na ME w Langdorf w 2022 roku.

## Osiągnięcia

### Mistrzostwa Europy
| Rok  | Miejscowość    | Konkurencje | Konkurencje | Konkurencje | Konkurencje | Konkurencje | Konkurencje | Konkurencje |
| Rok  | Miejscowość    | IN          | SP          | PU          | MS          | RL          | MR          | SR          |
| ---- | -------------- | ----------- | ----------- | ----------- | ----------- | ----------- | ----------- | ----------- |
| 2017 | Duszniki-Zdrój | 33.         | 48.         | 54.         | nd.         | nd.         | –           | ?.          |
| 2018 | Ridnaun        | 35.         | 50.         | 42.         | nd.         | nd.         | –           | ?.          |
| 2019 | Mińsk          | 40.         | 38.         | 24.         | nd.         | nd.         | 2.          | ?.          |
| 2020 | Mińsk          | –           | 10.         | 37.         | nd.         | nd.         | 13.         | ?.          |
| 2022 | Langdorf       | 33.         | 3.          | 3.          | nd.         | nd.         | 2.          | ?.          |

### Puchar Świata

#### Miejsca w klasyfikacji generalnej
| Sezon     | Miejsce           |
| --------- | ----------------- |
| 2018/2019 | 56.               |
| 2019/2020 | niesklasyfikowany |
| 2020/2021 | 101.              |
| 2021/2022 | 77.               |
| 2022/2023 | 63.               |

#### Miejsca na podium w zawodach PŚ
Fratzscher nie stanął na podium indywidualnych zawodów PŚ.